# Liste der Baudenkmäler in Gelchsheim
Auf dieser Seite sind die Baudenkmäler in dem unterfränkischen Markt Gelchsheim zusammengestellt. Diese Tabelle ist eine Teilliste der Liste der Baudenkmäler in Bayern. Grundlage ist die Bayerische Denkmalliste, die auf Basis des Bayerischen Denkmalschutzgesetzes vom 1. Oktober 1973 erstmals erstellt wurde und seither durch das Bayerische Landesamt für Denkmalpflege geführt wird. Die folgenden Angaben ersetzen nicht die rechtsverbindliche Auskunft der Denkmalschutzbehörde.

## Baudenkmäler nach Gemeindeteilen

### Gelchsheim
| Lage                                                                         | Objekt                                               | Beschreibung | Akten-Nr.              | Bild           |
| ---------------------------------------------------------------------------- | ---------------------------------------------------- | --- | ---------------------- | -------------- |
| Bahnhofstraße 2 (Standort)                                                   | Ehemaliger Bahnhof der Gaubahn                       | Eingeschossiger, verbretterter Holzständerbau mit Satteldach, Empfangsgebäude mit Schalterhalle und Warteraum sowie angeschlossener Güterschuppen mit übergiebelter Laderampe, 1907 | D-6-79-135-57 Wikidata | BW             |
| Baldersheimer Straße (Standort)                                              | Heiligenfiguren                                      | Sandsteinskulpturen der Hll. Magdalena und Veronika, auf Postamenten mit Inschriftenkartuschen, über erneuerten Sockeln, Mitte 18. Jahrhundert | D-6-79-135-40 Wikidata | weitere Bilder |
| Baldersheimer Straße 5 (Standort)                                            | Ehemalige Wallfahrtskirche „Zum gegeißelten Heiland“ | heute katholische Kapelle „St. Johannes Nepomuk“, barocker Saalbau mit eingezogenem Chor und westlichem Dachreiter mit Zwiebelhaube, von Franz Joseph Roth, 1754–57; mit Ausstattung | D-6-79-135-2 Wikidata  | weitere Bilder |
| Baldersheimer Straße 7 (Standort)                                            | Friedhof                                             | ummauerte Anlage mit Grabmälern des späten 19. und vorwiegend des frühen 20. Jahrhunderts | D-6-79-135-3 Wikidata  | weitere Bilder |
| Baldersheimer Straße 7 (Standort)                                            | Friedhofsmauer                                       | Bruchsteinmauerwerk, 19. Jahrhundert | D-6-79-135-3 Wikidata  | weitere Bilder |
| Baldersheimer Straße 7 (Standort)                                            | Friedhofskreuz                                       | Kruzifix auf Postament mit Inschriftenfeld, klassizistisch, Sandstein, bezeichnet 1806 und 1950, von Johann Adam Geßner | D-6-79-135-3 Wikidata  | weitere Bilder |
| Baldersheimer Straße, Hirtengasse (Standort)                                 | Bildstock                                            | erneuerter Aufsatz mit Relief der „Schmerzhaften Muttergottes“ auf Pfeiler, Kunststein, 1952, über Sandsteinsockel, 18./19. Jahrhundert | D-6-79-135-42 Wikidata | weitere Bilder |
| Biegen (Standort)                                                            | Bildstock                                            | Reliefaufsatz mit Madonnendarstellung, auf Pfeiler mit kleinen figürlichen Reliefs, über Sockel, Sandstein, bezeichnet 1741 | D-6-79-135-23 Wikidata | BW             |
| Gaubahn-Radweg, Kreisstraße WÜ 43 (Standort)                                 | Bildstock                                            | Reliefaufsatz mit Kreuzigungsszene, auf erneuertem Pfeiler und Sockel, Sandstein, bezeichnet 1717 | D-6-79-135-19 Wikidata | weitere Bilder |
| Hauptstraße 18 (Standort)                                                    | St. Nepomuk-Statue                                   | Figur des Hl. Johannes Nepomuk auf Postament mit Inschriftenkartusche, Sandstein, bezeichnet 1730 | D-6-79-135-13 Wikidata | weitere Bilder |
| Hauptstraße 22 (Standort)                                                    | Wohngebäude                                          | zweigeschossiger, verputzter Mansardwalmdachbau mit Fachwerkobergeschoss und geohrten Fensterrahmungen, mit Hausmadonna, 18. Jahrhundert | D-6-79-135-4 Wikidata  | weitere Bilder |
| Hofstraße 2 (Standort)                                                       | Ökonomiegebäude                                      | zweigeschossiger Bruchsteinmauerwerksbau mit Satteldach, 18./19. Jahrhundert | D-6-79-135-4 Wikidata  | BW             |
| Hauptstraße 24 (Standort)                                                    | Wohngebäude                                          | zweigeschossiger, verputzter Satteldachbau, westlich abgewalmt, mit Pilastergliederung und Hausmadonna, klassizistisch, um 1840 | D-6-79-135-5 Wikidata  | weitere Bilder |
| Hauptstraße 25 (Standort)                                                    | Wohngebäude                                          | zweieinhalbgeschossiger, verputzter Satteldachbau mit Eckpilastergliederung, Gusseisenbalkon sowie Freitreppe, klassizisierender Historismus, 2. Hälfte 19. Jahrhundert | D-6-79-135-6 Wikidata  | weitere Bilder |
| Hauptstraße 30 (Standort)                                                    | Gasthaus „Zum Adler“                                 | zweigeschossiger, verputzter Walmdachbau mit Wappenrelief des Hoch- und Deutschmeisters Clemens August Herzog von Bayern, mit doppelköpfigem Adler am schmiedeeisernen Wirtshausausleger, 18. Jahrhundert | D-6-79-135-7 Wikidata  | weitere Bilder |
| Hauptstraße 32 (Standort)                                                    | Kirchturm                                            | Chorturm der katholischen Pfarrkirche St. Aegidius, quadratischer Turm mit achteckigem Glockengeschoss mit Lisenengliederung, sowie Zeltdach mit Glockendachaufsatz, im Kern bezeichnet 1492, 1666 umgestaltet, in Langhausneubau von 1972 einbezogen; mit Ausstattung                                                           | D-6-79-135-1 Wikidata  | weitere Bilder |
| Hauptstraße 32 (Standort)                                                    | Ölbergkapelle                                        | kleiner neugotischer Massivbau, Ende 19. Jahrhundert, mit Sandsteinfiguren, 18. Jahrhundert | D-6-79-135-1 Wikidata  | weitere Bilder |
| Hauptstraße 37 (Standort)                                                    | Rathaus                                              | zweigeschossiger Fachwerkbau mit Satteldach und Eckerker mit Glockendach, Erdgeschoss mit längsachsigem Durchgang, 1666; mit Ausstattung | D-6-79-135-8 Wikidata  | weitere Bilder |
| Hauptstraße 54 (Standort)                                                    | Hausfigur                                            | Madonna, 2. Hälfte 19. Jahrhundert | D-6-79-135-9 Wikidata  | weitere Bilder |
| Hinter dem Ort (Standort)                                                    | Bildstock                                            | Reliefaufsatz mit „Marienkrönung“ darüber „Dreifaltigkeit“, auf Pfeiler mit figürlichen Reliefs, über erneuertem Kunststeinsockel, Sandstein, bezeichnet 1731, von Leopold Kurzhammer | D-6-79-135-17 Wikidata | weitere Bilder |
| Hinter dem Schloß, südlich des Schloßparks am ehemaligen Bahndamm (Standort) | Bildstock                                            | mit Hl. Familie, 1772; nicht nachqualifiziert, im Bayerischen Denkmal-Atlas nicht kartiert | D-6-79-135-41 Wikidata | BW             |
| Lerchenstraße 5 (Standort)                                                   | Bildstock                                            | Pfeiler mit Inschrift und freifigur des Kreuzschleppers, bez. 1714 | D-6-79-135-55          | BW             |
| Links der Oellinger Straße (Standort)                                        | Bildstock                                            | Reliefaufsatz mit „Dreifaltigkeit“, auf Pfeiler mit figuralen Reliefs, über Tischsockel, Sandstein, bezeichnet 1739 | D-6-79-135-21 Wikidata | weitere Bilder |
| Nähe Bolzhäuser Straße (Standort)                                            | Wegkreuz                                             | Kruzifix auf Tischsockel, darunter Figur der schmerzhaften Muttergottes, Sandsteinfiguren des Vorgängerkruzifixes von 1890/1900, Schaft und Sockel erneuert, 1970 | D-6-79-135-20 Wikidata | BW             |
| Nähe Hauptstraße (Standort)                                                  | Pietà                                                | Sandsteinfigur auf ornamentiertem Pfeiler über Postament mit Inschriftenkartusche, Sandstein, um 1700 | D-6-79-135-10 Wikidata | weitere Bilder |
| Nähe Mühlgasse (Standort)                                                    | Bildstock                                            | Reliefaufsatz mit „Kreuzigung“, darunter Stifterfamilie, auf Pfeiler mit Inschrift, über erneuertem Sockel, Sandstein, bezeichnet 1654 | D-6-79-135-15 Wikidata | weitere Bilder |
| Nähe Schützenhausstraße (Standort)                                           | Bildstock                                            | kielbogiger Reliefaufsatz mit Kreuzbekrönung und „Madonna“, auf abgefastem Pfeiler über Tischsockel, neugotisch, Sandstein, bezeichnet 1887 | D-6-79-135-16 Wikidata | weitere Bilder |
| Oellinger Straße, am östlichen Ortseingang (Standort)                        | Bildstock                                            | mit Hochrelief Kreuzigung, 17./18. Jahrhundert | D-6-79-135-14 Wikidata | BW             |
| Schloßstraße 4 (Standort)                                                    | Ehemaliger Bauernhof, Wohnhaus                       | zweigeschossiger Hausteinmauerwerksbau mit Walmdach, Zwerchhaus sowie Risalit, im barockisierenden Heimatstil, 1920 | D-6-79-135-48 Wikidata | weitere Bilder |
| Schloßstraße 4 (Standort)                                                    | Ehemaliger Bauernhof, ehemaliger Stall               | mit Holzlege, zweigeschossiger Hausteinbau mit Fachwerkobergeschoss und Satteldach, gleichzeitig | D-6-79-135-48 Wikidata | BW             |
| Schloßstraße 4 (Standort)                                                    | Ehemaliger Bauernhof, Scheune                        | L-förmiger Hausteinmauerwerksbau mit Satteldächern und Rundbogentor, gleichzeitig | D-6-79-135-48 Wikidata | weitere Bilder |
| Schloßstraße 4 (Standort)                                                    | Ehemaliger Bauernhof, Einfriedung                    | gleichzeitig | D-6-79-135-48 Wikidata | weitere Bilder |
| Schloßstraße 6 (Standort)                                                    | Ehemalige Schloss                                    | anstelle der ehemaligen Wasserburg der Herren von Hohenlohe, diese 1369 erstmals beurkundet, seit 1401 Amtssitz des Deutschen Ordens, ab 1809 Privatbesitz, heute Therapiezentrum | D-6-79-135-11 Wikidata | weitere Bilder |
| Schloßstraße 6 (Standort)                                                    | Ehemaliges Schloss, Hauptbau                         | zweigeschossiger Massivbau mit Eckpavillons mit Walmdächern sowie segmentbogigem Zwerchhaus und Balkon, neubarock, Fritz Saalfrank, 1918/21, dieser über älterem Kern der Vorgängerbauten, 14.–17. Jahrhundert, mit eingeschossigem Westflügel mit Satteldach und südlichem zweigeschossigem Pavillonanbau mit Walmdach, um 1920 | D-6-79-135-11 Wikidata | weitere Bilder |
| Schloßstraße 6 (Standort)                                                    | Pavillon                                             | eingeschossiger Massivbau mit Mansardwalmdach, neubarock, um 1920 | D-6-79-135-11 Wikidata | weitere Bilder |
| Schloßstraße 6 (Standort)                                                    | Terrassierung                                        | mit Bruchsteinstützmauer, um 1920 | D-6-79-135-11 Wikidata | BW             |
| Schloßstraße 6 (Standort)                                                    | Bogenbrücke                                          | Bruchsteinmauerwerk, im Kern 17./18. Jahrhundert, um 1920 überformt | D-6-79-135-11 Wikidata | weitere Bilder |
| Schloßstraße 6 (Standort)                                                    | Einfriedung mit Hoftor                               | mit schmiedeeisernem Einfahrtsgitter, neubarock, um 1920 | D-6-79-135-11 Wikidata | weitere Bilder |
| Schloßstraße 6 (Standort)                                                    | Gartenanlage                                         | | D-6-79-135-11 Wikidata | weitere Bilder |
| Schloßstraße 13, 13 b (Standort)                                             | Ehemaliges Wohngebäude des Gutshofes                 | eingeschossiger, verputzter Fachwerkbau mit Halbwalmdach, 18. Jahrhundert | D-6-79-135-11 Wikidata | weitere Bilder |
| Schloßstraße (Standort)                                                      | Ehemaliges Ökonomiegebäude des Gutshofes             | Dreigeschossiger Massivbau mit Halbwalmdach und Eckquaderung, wohl um 1800, mit älterem Kern | D-6-79-135-11 Wikidata | weitere Bilder |
| Sonderhöfer Straße (Standort)                                                | Bildstock                                            | Aufsatz mit „Kreuzigungsrelief“ und Kreuzbekrönung, auf Pfeiler, über Postament, Sandstein, bezeichnet 1617 | D-6-79-135-18 Wikidata | weitere Bilder |
| Sonderhöfer Straße 2 (Standort)                                              | Bildstock                                            | Reliefaufsatz mit „Dreifaltigkeit“, auf Pfeiler mit figuralen Reliefs, Sandstein, bezeichnet 1731 | D-6-79-135-12 Wikidata | weitere Bilder |
| Staatsstraße 2422 (Standort)                                                 | Bildstock                                            | Freifigur einer „Pietà“, Sandstein, auf erneuertem Pfeiler und Postament, Kunststein, bezeichnet 1772 | D-6-79-135-22 Wikidata | BW             |

### Oellingen
| Lage                              | Objekt                            | Beschreibung | Akten-Nr.              | Bild           |
| --------------------------------- | --------------------------------- | --- | ---------------------- | -------------- |
| Am Weiher (Standort)              | Wegkreuz                          | Kruzifix auf Tischsockel mit Inschrift, Sandstein, 2. Hälfte 19. Jahrhundert                                                                                             | D-6-79-135-31 Wikidata | weitere Bilder |
| Dorfstraße 5 (Standort)           | Bildstock                         | baldachinbekrönter Reliefaufsatz mit Pietà, auf Pfeiler mit Heiligenreliefs über Sockel, Sandstein, spätes 18. Jahrhundert                                               | D-6-79-135-29 Wikidata | weitere Bilder |
| Dorfstraße 5 (Standort)           | Hausfigur                         | Madonna, 18. Jahrhundert | D-6-79-135-27 Wikidata | BW             |
| Gelchsheimer Straße 1 (Standort)  | Bildstock                         | baldachinbekrönter Reliefaufsatz mit Pietà, auf erneuertem Pfeiler mit Stiftungsinschrift, über Tischsockel, Sandstein, bezeichnet 1756, von Conrad Ludwig Gallus Hermes | D-6-79-135-30 Wikidata | weitere Bilder |
| Gelchsheimer Straße 3 (Standort)  | Bildstock                         | Reliefaufsatz mit 14 Nothelfern auf Achtkantpfeiler über Sockel, neugotisch, Sandstein, 2. Hälfte 19. Jahrhundert                                                        | D-6-79-135-32 Wikidata | weitere Bilder |
| Gülchsheimer Straße (Standort)    | Bildstock                         | Reliefaufsatz mit Kreuzigungsrelief, auf erneuertem Pfeiler und Sockel, Sandstein, bezeichnet 1681                                                                       | D-6-79-135-33 Wikidata | weitere Bilder |
| Gülchsheimer Straße 3 (Standort)  | Friedhof                          | ummauerte Anlage mit Grabmälern des 19. und frühen 20. Jahrhunderts, Mitte 19. Jahrhundert mit nördlicher Erweiterungsphase von 1926                                     | D-6-79-135-25 Wikidata | weitere Bilder |
| Gülchsheimer Straße 3 (Standort)  | Friedhofsmauer                    | Bruchsteinmauerwerk, 2. Hälfte 19. Jahrhundert und 1926 | D-6-79-135-25 Wikidata | weitere Bilder |
| Gülchsheimer Straße 3 (Standort)  | Friedhofskreuz                    | Kruzifix auf Tischsockel, Sandstein, um 1920 | D-6-79-135-25 Wikidata | weitere Bilder |
| Hemmersheimer Straße 1 (Standort) | Bildstockkopf                     | Reliefaufsatz mit Pietà flankiert von Heiligen, Sandstein, 18. Jahrhundert, in die Giebelwand eingelassen                                                                | D-6-79-135-44 Wikidata | weitere Bilder |
| Kirchplatz 4 (Standort)           | Katholische Pfarrkirche St. Vitus | Saalbau mit eingezogenem Chor und Chorturm mit Spitzhelm, 1624, Langhaus 1907 erneuert; mit Ausstattung                                                                  | D-6-79-135-24 Wikidata | weitere Bilder |
| Kirchplatz 4 (Standort)           | Ölbergkapelle                     | mit nahezu lebensgroßen Figuren, 19. Jahrhundert | D-6-79-135-24 Wikidata | weitere Bilder |
| Kirchplatz 4 (Standort)           | Ehemalige Friedhofsmauer          | Bruchsteinmauerwerk, 17. Jahrhundert | D-6-79-135-24 Wikidata | weitere Bilder |
| Kirchplatz 4 (Standort)           | Lourdesgrotte                     | 19. Jahrhundert | D-6-79-135-24 Wikidata | weitere Bilder |
| Kirchplatz 9 (Standort)           | Ehemaliges Pfarrhaus              | zweigeschossiger Satteldachbau mit verputztem Fachwerkobergeschoss, 17./18. Jahrhundert                                                                                  | D-6-79-135-28 Wikidata | weitere Bilder |
| Kirchplatz 9 (Standort)           | Pforte                            | mit Sandsteinfigur des Hl. Ignatius, 18. Jahrhundert | D-6-79-135-28 Wikidata | weitere Bilder |
| Langenberg ()                     | Bildstock                         | an der Gülchsheimer Straße; nicht nachqualifiziert, im Bayerischen Denkmal-Atlas nicht kartiert                                                                          | D-6-79-135-35 Wikidata |                |
| Ochsenfurter Straße (Standort)    | Ziehbrunnen                       | quadratische Brüstung mit pfeilerartiger Aufhangvorrichtung und Kugelbekrönung, 1759                                                                                     | D-6-79-135-26 Wikidata | weitere Bilder |
| Ochsenfurter Straße 1 (Standort)  | Hausfigur                         | Hl. Familie, von Ludwig Hermes, 1778 | D-6-79-135-43 Wikidata | weitere Bilder |
| Staatsstraße 2269 (Standort)      | Bildstock                         | rundbogiger Reliefaufsatz mit Herz Jesu, rückseitig Maria, auf Pfeiler über Tischsockel, Sandstein, bezeichnet 1919                                                      | D-6-79-135-36 Wikidata | weitere Bilder |
| Staatsstraße 2269 (Standort)      | Bildstock                         | giebelbedachter Reliefaufsatz mit Kreuzigungsszene, auf Achtkantpfeiler über Sockel, Sandstein, neugotisch, bezeichnet 1862                                              | D-6-79-135-34 Wikidata | weitere Bilder |

### Osthausen
| Lage                                       | Objekt                                   | Beschreibung | Akten-Nr.              | Bild           |
| ------------------------------------------ | ---------------------------------------- | --- | ---------------------- | -------------- |
| Hopferstadter Weg (Standort)               | Bildstock                                | Madonnenbüste auf Pfeiler mit Heiligenreliefs über Tischsockel mit Inschrift, Sandstein, bezeichnet 1864                                              | D-6-79-135-47 Wikidata | BW             |
| Hopferstadter Weg, In Osthausen (Standort) | Bildstock                                | Pietàskulptur flankiert von Putten, auf Pfeiler mit Heiligenreliefs, über diamantiertem Sockel, Sandstein, 2. Hälfte 18. Jahrhundert                  | D-6-79-135-39 Wikidata | weitere Bilder |
| In Osthausen (Standort)                    | Friedhofsmauer                           | Hau- bzw. Bruchsteinmauerwerk mit Sandsteinportal, 2. Drittel 19. Jahrhundert                                                                         | D-6-79-135-38 Wikidata | weitere Bilder |
| In Osthausen (Standort)                    | Friedhofskreuz                           | Kruzifix auf Postament mit Inschrift, Sandstein, 19. Jahrhundert                                                                                      | D-6-79-135-38 Wikidata | weitere Bilder |
| Osthausen 5 (Standort)                     | Katholische Kuratiekirche St. Laurentius | Saalbau mit eingezogenem Chor und Chorturm mit Spitzhelm, im Kern um 1614, nach Kriegszerstörung neu aufgebaut; mit Ausstattung                       | D-6-79-135-37 Wikidata | weitere Bilder |
| Osthausen 5 (Standort)                     | Ehemalige Friedhofsbefestigung           | Bruchsteinmauerwerk, wohl 17./18. Jahrhundert | D-6-79-135-37 Wikidata | weitere Bilder |
| Osthausen 5 (Standort)                     | Bildstock                                | Reliefaufsatz mit Kreuzigung, auf Pfeiler mit Stiftungsinschrift, über Sockel Sandstein, bezeichnet 1629                                              | D-6-79-135-37 Wikidata | weitere Bilder |
| Osthausen 9 (Standort)                     | Pietà                                    | Vesperbild auf Pfeiler mit Stiftungsinschrift über Tischsockel, Sandstein, bezeichnet 1728                                                            | D-6-79-135-45 Wikidata | weitere Bilder |
| Osthausen 20 (Standort)                    | Pietà                                    | Vesperbild über Pforte, Sandstein, 1. Hälfte 19. Jahrhundert                                                                                          | D-6-79-135-46 Wikidata | weitere Bilder |
| Riedäcker (Standort)                       | Bildstock                                | quadratischer Pfeiler auf Postament, Reliefaufsatz geohrte Kartusche mit Pieta und zwei Engeln, Rokoko, zweite Hälfte 18. Jahrhundert, 1988 renoviert | D-6-79-135-59          | BW             |